# 家産制
家産制（かさんせい、英語: patrimonialism）とは、支配階級の長が土地や社会的地位を自らの家産のように扱い、家父長制支配をもって統治する支配形態のことをいう。支配者は国家の統治権を自らの家計管理の一環として所有権的な行使を行い、その機構は国家の統治機能と家産の管理機能が融合されている。
家産制では、支配者はパトロン・クライアント関係、縁故主義、およびそれらの組み合わせから生じる個人的な忠誠心に基づいて国家の統治が行われる 。家産制は、汚職、日和見主義、機械政治と密接に関連しており、国の発展の遅れや国家能力の弱体化につながる恐れがある。

## 歴史

### 西欧
19世紀初めにドイツのカール・ルートヴィヒ・ハラーが「家産国家」の概念を提唱したのが最初である。ただし、彼は封建制領邦国家を擁護して、絶対王政・市民国家（自由主義・民主主義）の双方を否定するためにこれを用いた。国家論としての「家産国家」を分析してシステムとしての「家産制」概念を打ち出した最初の人物はマックス・ウェーバーであった。ウェーバーは支配を合法的、カリスマ的、伝統的の三つに分類する「支配の三類型」を考案したことで知られているが、彼は家産制に伝統的支配の典型的な姿を見出した。
初期の伝統的支配の形態である長老制や家父長制では、支配者は被支配者と家産の占有的な支配を行うことは可能である。だが、支配者も被支配者も血縁など何らかの関係でつながりがあり、また強い伝統的制約もあって支配者は恣意的な権力の行使は制約され、その支配は仲間全体（共同体）のために用いられる。だが、次第に共同体（国家）の規模が拡大していくと、支配者は支配の効率化のために官僚や軍隊を備えるようになり、この力を背景として被支配者をある程度まで恣意的に支配できるようになった。これが家産制であり、支配者である家長・国王は伝統的な権威に制約されつつも、そこから逸脱しない範囲においては、自らを国家・人民全体の家父長（「国父」）として脚色し、自らに忠実な官僚・軍隊組織（家産官僚制）を介在させた恣意的な支配が可能な体制である。一方、これによって被支配者は「仲間」から「臣民」へと転換されていくことになる。
もっとも、支配者が伝統的権威を逸脱してどこまで恣意的に権力の行使が可能かによって同じ家産制でも差異が生じ、恣意性が強いものを家父長制的家産制、伝統的権威が強いものを身分制的家産制と呼ぶ。支配者1人が絶対的な地位を確立した前者の極端な例がスルタン制であり、逆に伝統に基づいた法体系に支配者自身も拘束されて官僚・軍隊組織の構成員である家産官僚とすら契約関係によって拘束するに過ぎない後者の極端な例が封建制である。封建制になると、支配者の行政への関与はきわめて限定的となり、家産官僚は支配者から支配を任されたレーエン（封土）と呼ばれる国内の一定地域を自己の家産化して被支配民を農奴制の元に支配して荘園経営を行った
この段階に至ると家産官僚の持っていた官僚としての性格は希薄となる。特にヨーロッパにおいては封建化の進展とともに支配者と家産官僚の後身である諸侯や都市などの団体の間で権利義務関係が形成され、支配者の所有権と統治権の分離が進んだ。この区別を明確化して「良き統治」を追及していこうとする姿勢が、中世後期（13世紀）以後のヨーロッパにおいて法治・公益・代表制・同意・自由などの諸概念を生み出す背景となった。一方、史実におけるイスラム世界のスルターンも当初こそは自らの貨幣財産で自己の軍隊を組織してあたかも伝統的権威から解放されているかのような振る舞いが取れたものの、時代が下るにつれて貨幣給与制が維持できずに、封建制と大差のないものになっている（イクター制など）。

### 日本
以上はヨーロッパを中心とした家産制発展の歴史であり、日本にこの考え方が伝えられた時も当初は西洋史研究のアプローチ方法の1つとして考えられてきた。だが、後になると日本史にこれを当てはめられるか否かという研究が行われてきた。その研究も大きく2つに分かれており、1つは近世の幕藩体制における家臣団を家産官僚とみなして家産制と比較する方法である。もう1つは中世初期に確立した職の体系とこれを取り巻くシステム（荘園公領制・官司請負制）と家産制を比較する方法である。 

## 例
Johnathan Rauchは、ナレンドラ・モディ、オルバーン・ヴィクトル、ウラジーミル・プーチン、ドナルド・トランプ（特に、第2次トランプ政権）などは家産制と呼ぶことができると主張した。Rauchは、プーチンが「プロパガンダ、国家転覆」、その他の手法を使用しており、そうした手法をプーチンが「世界を安全にする」と主張して国外に広めているためであると説明している。